# Modern Way
"Modern Way" é uma canção da banda britânica Kaiser Chiefs do seu álbum Employment. Ela foi lançada em novembro de 2005 como quarto single do disco de estréia do grupo.

## Faixas
- 7" vinil:

1. "Modern Way"
2. "Run Again"

- CD single:

1. "Modern Way"
2. "People Need Light"

- Maxi-CD:

1. "Modern Way"
2. "Moon"
3. "It Ain't Easy" (demo)
4. "Modern Way" (Video)

## Tabelas musicais
| Paradas (2005–2006)              | Melhor posição |
| -------------------------------- | -------------- |
| Irlanda (IRMA)                   | 47             |
| Países Baixos (Single Top 100)   | 89             |
| Escócia (Scottish Singles Chart) | 12             |
| Reino Unido (UK Singles Chart)   | 11             |